# Baeocharis maritimus
Baeocharis maritimus is een vliesvleugelig insect uit de familie Encyrtidae. De wetenschappelijke naam is voor het eerst geldig gepubliceerd in 1995 door Sharkov.